# Roland den Djärve
Roland den Djärve (Kevin the Bold i original), är amerikansk äventyrsserie som hade premiär den 1 oktober 1950, skriven och tecknad av Kreigh Collins. På 1960-talet fick han dock hjälp med manus av Jay Heavilin (1961) och Russell R. Winterbotham (1964-68). Denna vältecknade söndagsserie gick i dagspress i nästan tjugo år, och handlade om Kevin som irländsk agent under kung Henrik VIII av England på 1500-talet.
Kevin the Bold (1950-68) var en tecknad serie vars huvudfigur ursprungligen dök upp som en bifigur i serien Mitzi McCoy, en skapelse av Collins, som började som söndagsserie den 7 november 1948 lanserad av Newspaper Enterprise Association (NEA).
Men efter mindre än två år in i serien, den 24 september 1950, berättar en av seriefigurerna en historia om Kevin, en herde som räddar en medeltida anmoder till Mitzi, Moya McCoy. Berättelsen börjar år 1497, med landstigningen av moriska pirater på den irländska kusten, i jakt på slavar. Helt plötsligt, veckan därpå, ändrade serien ändrade titel till Kevin the Bold, och bifiguren Kevin blir huvudfigur i det som kom att bli en historisk äventyrsserie.
Kevin, en ung irländare, började som enkel herde, men en ovanligt stilig och djärv sådan.
Inom ett par år kommer han i kontakt med kung Henrik VIII av England. Han utförde till och med udda uppdrag som agent för kungen, uppdrag som involverade våghalsiga äventyr med unga damer, högfärdiga prinsessor, käcka skurkar och liknande, vanligtvis åtföljd av den unga väpnaren Brett (som debuterade 20 januari 1952) och kamraten Pedro (som debuterade 31 augusti 1958 och var med till sista söndagssidan).
Serien utspelar sig alltså i det historiska Europa, där de allra flesta av äventyren ägde rum, men var inte riktigt i nivå med Prins Valiant. Serien var dock vältecknad och spännande och höll ut i nästan två decennier fram till 1968.
Kevin reste regelbundet även utanför Europa. Han reste till Nordafrika (Marocko 1951 och 1967 och Egypten 1955), och han gjorde flera resor till den ”nya världen” (Hispaniola 1962 och 1964, Roanoke Colony i Virginia 1965), och slutligen åkte Kevin 1966 från Montreal till Kalifornien. Han gjorde också korta stopp i Asien. En gång (1963) flöt han i land i Japan, och han spenderade en del tid i Istanbul på väg tillbaka västerut från Japan. Och i en av de sista episoderna hittade vi honom på Filippinerna.
Söndagsserien var skapad för tillåta viss redigering genom att det fanns med en överflödig serieruta i halvsidan, inte nödvändig för berättelsen, och som kunde tas bort vid redigering till helsida tabloid. Strippen kunde också fås som tredjedelssida.